# 楊霊珍
楊 霊珍（楊靈珍、よう れいちん、生没年不詳）は、仇池の首長。氐族の出身。

## 経歴
はじめ北魏の平西将軍となった。477年、霊珍は皮歓喜・梁醜奴らとともに4万の兵を率いて楊文度の弟の楊文弘を攻撃した。楊文弘が仇池城を棄てて南に逃れると、霊珍は皮歓喜らとともに濁水に進軍して宿営した。霊珍は楊文度の置いた仇池太守楊真を攻撃し、楊真を潰走させた。
霊珍は仇池鎮将の穆亮の副将となった。485年、階陵県比谷の羌の董耕奴・斯卑らが数千人を率いて、仇池に進攻し、陽遐嶺に駐屯したため、霊珍が騎兵を率いてかれらを撃破した。
霊珍は南梁州刺史に任じられ、仇池公に封じられた。495年、北魏は仇池氐とともに漢中に進攻した。南朝斉の梁州刺史蕭懿は前氐王楊後起の弟の子である楊元秀に氐の兵衆を糾合させて、北魏の糧道を断たせた。霊珍は泥山に拠り、楊元秀の軍と対峙した。
497年、霊珍は弟の楊婆羅と子の楊双に1万人あまりの兵を与えて武興を襲撃して陥落させ、南朝斉と結んだ。このとき楊集始は南朝斉に帰順した。霊珍は母および子の楊双健・楊阿皮を南鄭に送って人質とした。北魏の李崇が数万の兵を率いて霊珍を挟み撃ちにすると、氐族たちは霊珍を見捨てて逃げ散り、霊珍の衆は半減した。李崇が赤土に進軍して拠ると、霊珍は従弟の楊建に5000人を与えて龍門に駐屯させ、自らは精鋭1万を率いて鷲峡に拠った。楊建は龍門の北数十里の樹木を伐採して路を塞ぎ、霊珍は鷲峡の口に大木を積み、つぶて石を集めて崖下に投げ下ろし、魏軍を阻んだ。李崇は統軍の慕容拒に5000の兵を与えて、夜間に別路から龍門を襲撃させて破った。李崇が自ら霊珍を攻撃し、霊珍は連戦して敗走し、その妻子は捕らえられた。李崇は擬兵を多く設けて、武興を襲撃して奪回した。南朝斉の梁州刺史の陰広宗が参軍の鄭猷や王思考に兵を与えて派遣し、霊珍を支援させようとした。李崇はこの南朝斉の援軍を撃破した。李崇の兵は楊婆羅を斬首し、1000人あまりを殺し、鄭猷らを捕らえた。霊珍は漢中に逃れた。霊珍は南朝斉により持節・都督隴右諸軍事・征虜将軍・北梁州刺史に任じられ、仇池公・武都王に封じられた。後に霊珍はひそかに白水に拠ったが、再び李崇に敗れた。霊珍は遠方に逃れ去った。
502年、南朝梁が建国されると、霊珍は武帝により冠軍将軍とされた。503年、霊珍は持節・都督隴右諸軍事・左将軍・北梁州刺史・仇池王とされた。霊珍は梁軍が漢中に駐屯するのを支援した。武帝が側近の呉公之ら十数人を南鄭への使者として送ると、北魏に帰順しようとしていた夏侯道遷がその使者と偽って霊珍父子を誘きだそうとした。霊珍は疑って赴かなかった。そこで夏侯道遷は使者5人を殺し、霊珍を襲撃して霊珍父子を斬り、父子と使者たちの首級を洛陽に送った。